# Рудка (Шамотульський повіт)
Рудка (пол. Rudka) — село в Польщі, у гміні Пневи Шамотульського повіту Великопольського воєводства.
Населення — 92 особи (2011).
У 1975-1998 роках село належало до Познанського воєводства.

## Демографія
Демографічна структура станом на 31 березня 2011 року:
|          | Загалом | Допрацездатний вік | Працездатний вік | Постпрацездатний вік |
| -------- | ------- | ------------------ | ---------------- | -------------------- |
| Чоловіки | 49      | 11                 | 36               | 2                    |
| Жінки    | 43      | 9                  | 28               | 6                    |
| Разом    | 92      | 20                 | 64               | 8                    |